# بيدرو كالفو
بيدرو كالفو هو مغني كوبي، ولد في 17 أبريل 1942 في هافانا في كوبا.

## وصلات خارجية
- بيدرو كالفو على موقع ميوزك برينز (الإنجليزية)